# Церковь Святого Николая (Килия)

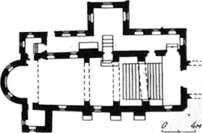
План храма.

Храм Св. Николая (Николаевская церковь) в городе Килия — православный храм, находящийся по адресу: Дунайская ул., дом 4.
Единое мнение об атрибуции сооружения отсутствует. Согласно строительной надписи, выполненной кириллицей над южным входом, церковь заложена 10 мая 1647 г. По народному преданию, зафиксированному в литературе XIX в., заложена в 1485 г. в память об освобождении города от турок. Неоднократно перестраивалась.
Сооружение возведено из тесаного камня-известняка, своды и подпружные арки из тонкого кирпича типа плинфы. Прямоугольное в плане, с полукруглой апсидой. Углублено на 2,1 м в землю, в него ведет лестница из семи ступеней. Перекрыто полуциркульным сводом на подпружных арках, апсида — конхой. Южная стена укреплена одним контрфорсом, северная — тремя. Притвор прямоугольный в плане, соединяется с основным сооружением лестницей из двенадцати ступеней, перекрытие плоское деревянное.
Колокольня кирпичная, оштукатуренная, трехъярусная (архитектор Семечкин). Первый ярус прямоугольный в плане, верхние квадратные завершены шатром, увенчанным главкой. Аналогичные главки установлены по углам шатра. Декор фасадов заимствован из русской архитектуры XVII в. Колокольня соединяется с притвором коротким переходом с плоским перекрытием.
Памятник — редкий на Украине тип церковного полуподземного сооружения.